# بوفردية
بُوفَرديَة هو جنس من النباتات المزهرة في الفصيلة الفوية. يحتوي على نحو 50 نوعًا من الأعشاب والشجيرات الأبيدة الأصلية في المكسيك وأمريكة الوسطى ونوع واحد يمتد إلى جنوب غرب الولايات المتحدة سُمي باسم تشارلز بوفارد (1572–1658)، طبيب لويس الثالث عشر ، ومشرف حديقة النباتات في باريس.